# Kierzki (Dłużyna)
Kierzki – nieoficjalna nazwa przysiółka wsi Dłużyna w Polsce położona w województwie wielkopolskim, w powiecie leszczyńskim, w gminie Włoszakowice.
Miejscowość wchodzi w skład sołectwa Dłużyna.
W latach 1975–1998 miejscowość administracyjnie należała do województwa leszczyńskiego.